# 中野真
中野 真（なかの まこと、1977年4月15日 - ）は、日本のエンジニアおよびゲーマー。株式会社スクウェア・エニックス所属。かつて株式会社ドワンゴにてニコニコ動画運営長を歴任した。

## 来歴

### 生い立ち
大学生時代、オンラインゲームサービス「DWANGO」にて、当時ソフトウェアジャパンに所属していた川上量生と出会い、Diabloに没頭するあまり、1年の留年を経て1998年ドワンゴに入社した。2006年12月にニコニコ動画を立ち上げ、運営長としてニコニコ動画を統括した。ユーザーIDは「4」。

その後、ニコニコ事業本部の事業推進部長として、ニコニコ超会議の企画担当や、ゲーマーの経験を生かした闘会議企画担当等、リアルイベントの企画を推進した。2020年4月、株式会社スクウェア・エニックス所属となった。

## 作品

### ゲームミドルウェア
- DWANGO - 通信部分担当
  - セガラリー2（ドリームキャスト版）ネットワークシステムプログラマー
  - 電脳戦機バーチャロン オラトリオ・タングラム（ドリームキャスト版）ネットワークシステムプログラマー

### サービス
- パケラジ - エンジニア
- ニコニコ動画 - 運営長
- ニコニコ超会議 - 企画統括
- 闘会議 - 企画統括

## プレイゲームリスト
- DOOM
- ウォークラフト
- Duke Nukem
- Age of Empires
- Ultima Online
- Diablo
- Hell/Hell
- EverQuest
- ボンバーマン
- ドラゴンクエストX
- スプラトゥーン
- ドラゴンクエストビルダーズ